# Olympische Winterspiele 2022/Teilnehmer (Australien)
| Gelbes Symbol für Goldmedaillen mit stilisierten Olympischen Ringen | Graues Symbol für Silbermedaillen mit stilisierten Olympischen Ringen | Braundes Symbol für Bronzemedaillen mit stilisierten Olympischen Ringen |
| ------------------------------------------------------------------- | --------------------------------------------------------------------- | ----------------------------------------------------------------------- |
| 1                                                                   | 2                                                                     | 1                                                                       |

Australien nahm an den Olympischen Winterspielen 2022 in Peking mit 44 Athleten, davon 21 Männer und 23 Frauen, in zehn Sportarten teil. Es war die 20. Teilnahme des Landes an Olympischen Winterspielen.

## Medaillen

### Medaillenspiegel
| Rang   | Sportart         | Gold | Silber | Bronze | Gesamt |
| ------ | ---------------- | ---- | ------ | ------ | ------ |
| 1      | Freestyle-Skiing | 1    | —      | —      | 1      |
| 2      | Snowboard        | —    | 1      | 1      | 2      |
| 3      | Skeleton         | —    | 1      | —      | 1      |
| Gesamt | Gesamt           | 1    | 2      | 1      | 4      |

### Medaillengewinner
| Namen            | Sportart         | Wettkampf   |
| ---------------- | ---------------- | ----------- |
| Gold             |                  |             |
| Jakara Anthony   | Freestyle-Skiing | Buckelpiste |
| Silber           |                  |             |
| Scott James      | Snowboard        | Halfpipe    |
| Jaclyn Narracott | Skeleton         | Frauen      |
| Bronze           |                  |             |
| Tess Coady       | Snowboard        | Slopestyle  |

## Teilnehmer nach Sportarten

### Bob
| Athleten                        | Wettbewerb | Lauf 1      | Lauf 1 | Lauf 2      | Lauf 2 | Lauf 3      | Lauf 3 | Lauf 4      | Lauf 4 | Gesamt      | Gesamt |
| Athleten                        | Wettbewerb | Zeit        | Rang   | Zeit        | Rang   | Zeit        | Rang   | Zeit        | Rang   | Zeit        | Rang   |
| ------------------------------- | ---------- | ----------- | ------ | ----------- | ------ | ----------- | ------ | ----------- | ------ | ----------- | ------ |
| Frauen                          |            |             |        |             |        |             |        |             |        |             |        |
| Breeana Walker                  | Monobob    | 1:05,55 min | 10     | 1:05,54 min | 6      | 1:05,16 min | 2      | 1:05,21 min | 2      | 4:21,46 min | 5      |
| Breeana Walker Kiara Reddingius | Zweierbob  | 1:01,98 min | 15     | 1:02,11 min | 11     | 1:02,04 min | 11     | 1:02,51 min | 20     | 4:08,64 min | 16     |

### Curling
| Wettbewerb      | Mixed Doubles |
| --------------- | --- |
| Athleten        | Gill Tahli Dean Hewitt |
| Vorrunde        | Vereinigte Staaten (5:6) China (5:6) Tschechien (2:8) Schweden (6:7) Großbritannien (8:9) Norwegen (4:10) Italien (3:7) Schweiz (9:6) Kanada (10:8) |
| Tie-Breaker     | ausgeschieden |
| Halbfinale      | ausgeschieden |
| Spiel um Bronze | ausgeschieden |
| Finale          | ausgeschieden |
| Rang            | 10 |

### Eiskunstlauf
| Athleten       | Wettbewerbe | Kurzprogramm | Kurzprogramm | Kür           | Kür           | Gesamt | Gesamt |
| Athleten       | Wettbewerbe | Punkte       | Rang         | Punkte        | Rang          | Punkte | Rang   |
| -------------- | ----------- | ------------ | ------------ | ------------- | ------------- | ------ | ------ |
| Frauen         |             |              |              |               |               |        |        |
| Kailani Craine | Einzel      | 49,93        | 29           | ausgeschieden | ausgeschieden | 49,93  | 29     |
| Männer         |             |              |              |               |               |        |        |
| Brendan Kerry  | Einzel      | 84,79        | 17           | 160,01        | 16            | 244,80 | 17     |

### Freestyle-Skiing
| Athleten       | Wettbewerbe | Qualifikation | Qualifikation | Qualifikation | Qualifikation | Finale        | Finale        | Finale        | Finale        | Rang |
| Athleten       | Wettbewerbe | Runde 1       | Runde 1       | Runde 2       | Runde 2       | Runde 1       | Runde 1       | Runde 2       | Runde 2       | Rang |
| Athleten       | Wettbewerbe | Punkte        | Rang          | Punkte        | Rang          | Punkte        | Rang          | Punkte        | Rang          | Rang |
| -------------- | ----------- | ------------- | ------------- | ------------- | ------------- | ------------- | ------------- | ------------- | ------------- | ---- |
| Frauen         |             |               |               |               |               |               |               |               |               |      |
| Gabi Ash       | Aerials     | 77,17         | 17            | 80,04         | 8             | ausgeschieden | ausgeschieden | ausgeschieden | ausgeschieden | 14   |
| Laura Peel     | Aerials     | 104,54        | 1             | –             | –             | 100,02        | 4             | 78,56         | 5             | 5    |
| Danielle Scott | Aerials     | 96,23         | 4             | –             | –             | 71,23         | 10            | ausgeschieden | ausgeschieden | 10   |

| Athleten               | Wettbewerbe | Qualifikation | Qualifikation | Qualifikation | Qualifikation | Finale        | Finale        | Finale        | Finale        | Finale        | Finale        | Rang |
| Athleten               | Wettbewerbe | Runde 1       | Runde 1       | Runde 2       | Runde 2       | Runde 1       | Runde 1       | Runde 2       | Runde 2       | Runde 3       | Runde 3       | Rang |
| Athleten               | Wettbewerbe | Punkte        | Rang          | Punkte        | Rang          | Punkte        | Rang          | Punkte        | Rang          | Punkte        | Rang          | Rang |
| ---------------------- | ----------- | ------------- | ------------- | ------------- | ------------- | ------------- | ------------- | ------------- | ------------- | ------------- | ------------- | ---- |
| Frauen                 |             |               |               |               |               |               |               |               |               |               |               |      |
| Jakara Anthony         | Buckelpiste | 83,75         | 1             | –             | –             | 81,91         | 1             | 81,29         | 1             | 83,09         | 1             | Gold |
| Sophie Ash             | Buckelpiste | 69,36         | 13            | 72,20         | 3             | 70,47         | 16            | ausgeschieden | ausgeschieden | ausgeschieden | ausgeschieden | 16   |
| Britteny Cox           | Buckelpiste | 72,26         | 9             | –             | –             | 73,04         | 14            | ausgeschieden | ausgeschieden | ausgeschieden | ausgeschieden | 14   |
| Taylah O’Neill         | Buckelpiste | DNF           | DNF           | DNS           | DNS           | ausgeschieden | ausgeschieden | ausgeschieden | ausgeschieden | ausgeschieden | ausgeschieden | DNF  |
| Männer                 |             |               |               |               |               |               |               |               |               |               |               |      |
| Matt Graham            | Buckelpiste | DNF           | DNF           | 65,13         | 19            | ausgeschieden | ausgeschieden | ausgeschieden | ausgeschieden | ausgeschieden | ausgeschieden | 29   |
| James Matheson         | Buckelpiste | 71,86         | 20            | 73,20         | 14            | ausgeschieden | ausgeschieden | ausgeschieden | ausgeschieden | ausgeschieden | ausgeschieden | 24   |
| Brodie Summers         | Buckelpiste | 75,66         | 11            | 77,93         | 2             | 76,15         | 12            | 75,00         | 10            | ausgeschieden | ausgeschieden | 10   |
| Cooper Woods-Topalovic | Buckelpiste | 74,65         | 14            | 76,74         | 4             | 77,58         | 7             | 77,22         | 5             | 78,88         | 6             | 6    |

| Athleten     | Wettbewerbe | Qualifikation | Qualifikation | Finale        | Finale        | Rang |
| Athleten     | Wettbewerbe | Punkte        | Rang          | Punkte        | Rang          | Rang |
| ------------ | ----------- | ------------- | ------------- | ------------- | ------------- | ---- |
| Frauen       |             |               |               |               |               |      |
| Abi Harrigan | Slopestyle  | 26,31         | 26            | ausgeschieden | ausgeschieden | 26   |

| Athleten         | Wettbewerbe | Qualifikation | Qualifikation | Achtelfinale | Viertelfinale | Halbfinale | B-Finale | Rang |
| Athleten         | Wettbewerbe | Zeit          | Rang          | Rang         | Rang          | Rang       | Rang     | Rang |
| ---------------- | ----------- | ------------- | ------------- | ------------ | ------------- | ---------- | -------- | ---- |
| Frauen           |             |               |               |              |               |            |          |      |
| Sami Kennedy-Sim | Skicross    | 1:19,14 min   | 11            | 1            | 1             | 4          | 4        | 8    |

### Rennrodeln
| Athlet             | Wettbewerb | Lauf 1   | Lauf 1 | Lauf 2   | Lauf 2 | Lauf 3   | Lauf 3 | Lauf 4   | Lauf 4 | Gesamt       | Gesamt |
| Athlet             | Wettbewerb | Zeit     | Rang   | Zeit     | Rang   | Zeit     | Rang   | Zeit     | Rang   | Zeit         | Rang   |
| ------------------ | ---------- | -------- | ------ | -------- | ------ | -------- | ------ | -------- | ------ | ------------ | ------ |
| Männer             |            |          |        |          |        |          |        |          |        |              |        |
| Alexander Ferlazzo | Einsitzer  | 58,216 s | 19     | 58,994 s | 24     | 58,122 s | 16     | 57,887 s | 12     | 3:53,219 min | 16     |

### Shorttrack
| Athlet        | Wettbewerb | Vorlauf      | Vorlauf | Viertelfinale | Viertelfinale | Halbfinale    | Halbfinale    | Finale        | Finale        | Rang |
| Athlet        | Wettbewerb | Zeit         | Rang    | Zeit          | Rang          | Zeit          | Rang          | Zeit          | Rang          | Rang |
| ------------- | ---------- | ------------ | ------- | ------------- | ------------- | ------------- | ------------- | ------------- | ------------- | ---- |
| Männer        |            |              |         |               |               |               |               |               |               |      |
| Brendan Corey | 500 m      | 41,097 s     | 3       | ausgeschieden | ausgeschieden | ausgeschieden | ausgeschieden | ausgeschieden | ausgeschieden | 21   |
| Brendan Corey | 1000 m     | 1:23,908 min | 2       | PEN           | PEN           | ausgeschieden | ausgeschieden | ausgeschieden | ausgeschieden | 15   |

### Skeleton
| Athlet            | Wettbewerbe | Lauf 1      | Lauf 1 | Lauf 2      | Lauf 2 | Lauf 3      | Lauf 3 | Lauf 4        | Lauf 4        | Gesamt      | Gesamt |
| Athlet            | Wettbewerbe | Zeit        | Rang   | Zeit        | Rang   | Zeit        | Rang   | Zeit          | Rang          | Zeit        | Rang   |
| ----------------- | ----------- | ----------- | ------ | ----------- | ------ | ----------- | ------ | ------------- | ------------- | ----------- | ------ |
| Frauen            |             |             |        |             |        |             |        |               |               |             |        |
| Jaclyn Narracott  | Einzel      | 1:02,05 min | 2      | 1:02,29 min | 3      | 1:01,79 min | 3      | 1:02,11 min   | 4             | 4:08,24 min | Silber |
| Männer            |             |             |        |             |        |             |        |               |               |             |        |
| Nicholas Timmings | Einzel      | 1:03,76 min | 25     | 1:02,83 min | 24     | 1:01,78 min | 20     | ausgeschieden | ausgeschieden | 3:08,37 min | 25     |

### Ski Alpin
| Athleten             | Wettbewerbe  | 1. Lauf      | 1. Lauf      | 2. Lauf       | 2. Lauf       | Gesamt        | Gesamt        |
| Athleten             | Wettbewerbe  | Zeit         | Rang         | Zeit          | Rang          | Zeit          | Rang          |
| -------------------- | ------------ | ------------ | ------------ | ------------- | ------------- | ------------- | ------------- |
| Frauen               |              |              |              |               |               |               |               |
| Madison Hoffman      | ohne Einsatz | ohne Einsatz | ohne Einsatz | ohne Einsatz  | ohne Einsatz  | ohne Einsatz  | ohne Einsatz  |
| Greta Small          | Abfahrt      | —            | —            | —             | —             | 1:36,53 min   | 26            |
| Greta Small          | Super-G      | —            | —            | —             | —             | 1:16,97 min   | 31            |
| Greta Small          | Kombination  | 1:34,38 min  | 18           | 1:00,17 min   | 13            | 2:34,55 min   | 13            |
| Kathryn Parker       | Slalom       | DNF          | DNF          | ausgeschieden | ausgeschieden | ausgeschieden | ausgeschieden |
| Männer               |              |              |              |               |               |               |               |
| Louis Muhlen-Schulte | Riesenslalom | 1:08,44 min  | 32           | 1:10,01 min   | 21            | 2:18,48 min   | 23            |
| Louis Muhlen-Schulte | Slalom       | DNF          | DNF          | ausgeschieden | ausgeschieden | ausgeschieden | ausgeschieden |

### Skilanglauf
| Athleten           | Wettbewerbe       | Zeit        | Rang |
| ------------------ | ----------------- | ----------- | ---- |
| Frauen             |                   |             |      |
| Casey Wright       | 10 km Klassisch   | 33:31,1 min | 67   |
| Casey Wright       | 30 km Freier Stil | 1:44:19,9 h | 56   |
| Jessica Yeaton     | 10 km Klassisch   | 31:54,6 min | 51   |
| Jessica Yeaton     | 15 km Skiathlon   | 48:54,0 min | 31   |
| Jessica Yeaton     | 30 km Freier Stil | 1:37:06,1 h | 43   |
| Männer             |                   |             |      |
| Phillip Bellingham | 15 km Klassisch   | 44:46,8 min | 75   |
| Phillip Bellingham | 30 km Skiathlon   | LAP         | 63   |
| Phillip Bellingham | 50 km Freier Stil | 1:23:03,8 h | 53   |
| Seve de Campo      | 15 km Klassisch   | 44:21,2 min | 72   |
| Seve de Campo      | 30 km Skiathlon   | LAP         | 62   |
| Seve de Campo      | 50 km Freier Stil | 1:21:02,5 h | 51   |
| Hugo Hinckfuss     | 15 km Klassisch   | 46:05,9 min | 81   |
| Lars Young Vik     | 15 km Klassisch   | 44:50,6 min | 76   |

| Athleten                         | Wettbewerbe | Qualifikation | Qualifikation | Viertelfinale | Viertelfinale | Halbfinale    | Halbfinale    | Finale        | Finale        | Rang |
| Athleten                         | Wettbewerbe | Zeit          | Rang          | Zeit          | Rang          | Zeit          | Rang          | Zeit          | Rang          | Rang |
| -------------------------------- | ----------- | ------------- | ------------- | ------------- | ------------- | ------------- | ------------- | ------------- | ------------- | ---- |
| Frauen                           |             |               |               |               |               |               |               |               |               |      |
| Casey Wright                     | Sprint      | 3:39,22 min   | 65            | ausgeschieden | ausgeschieden | ausgeschieden | ausgeschieden | ausgeschieden | ausgeschieden | 65   |
| Jessica Yeaton                   | Sprint      | 3:32,85 min   | 52            | ausgeschieden | ausgeschieden | ausgeschieden | ausgeschieden | ausgeschieden | ausgeschieden | 52   |
| Jessica Yeaton Casey Wright      | Team-Sprint | —             | —             | —             | —             | 25:13,42 min  | 8             | ausgeschieden | ausgeschieden | 16   |
| Männer                           |             |               |               |               |               |               |               |               |               |      |
| Phillip Bellingham               | Sprint      | 3:01,57 min   | 50            | ausgeschieden | ausgeschieden | ausgeschieden | ausgeschieden | ausgeschieden | ausgeschieden | 50   |
| Seve de Campo                    | Sprint      | 3:04,81 min   | 63            | ausgeschieden | ausgeschieden | ausgeschieden | ausgeschieden | ausgeschieden | ausgeschieden | 63   |
| Hugo Hinckfuss                   | Sprint      | 3:04,44 min   | 61            | ausgeschieden | ausgeschieden | ausgeschieden | ausgeschieden | ausgeschieden | ausgeschieden | 61   |
| Lars Young Vik                   | Sprint      | 3:02,52 min   | 55            | ausgeschieden | ausgeschieden | ausgeschieden | ausgeschieden | ausgeschieden | ausgeschieden | 55   |
| Phillip Bellingham Seve de Campo | Team-Sprint | —             | —             | —             | —             | 21:17,35 min  | 11            | ausgeschieden | ausgeschieden | 22   |

### Snowboard
| Athleten         | Wettbewerbe | Qualifikation | Qualifikation | Finale        | Finale        | Rang   |
| Athleten         | Wettbewerbe | Punkte        | Rang          | Punkte        | Rang          | Rang   |
| ---------------- | ----------- | ------------- | ------------- | ------------- | ------------- | ------ |
| Frauen           |             |               |               |               |               |        |
| Emily Arthur     | Halfpipe    | 62,50         | 14            | ausgeschieden | ausgeschieden | 14     |
| Tess Coady       | Big Air     | 136,25        | 7             | 114,75        | 9             | 9      |
| Tess Coady       | Slopestyle  | 71,13         | 8             | 84,15         | 3             | Bronze |
| Männer           |             |               |               |               |               |        |
| Matthew Cox      | Big Air     | 70,00         | 28            | ausgeschieden | ausgeschieden | 28     |
| Matthew Cox      | Slopestyle  | 39,98         | 26            | ausgeschieden | ausgeschieden | 26     |
| Valentino Guseli | Halfpipe    | 85,75         | 5             | 79,75         | 6             | 6      |
| Scott James      | Halfpipe    | 91,25         | 2             | 92,50         | 2             | Silber |

| Athleten                       | Wettbewerbe    | Qualifikation | Qualifikation | Achtelfinale | Viertelfinale | Halbfinale    | Finale A/B    | Rang |
| Athleten                       | Wettbewerbe    | Zeit          | Rang          | Rang         | Rang          | Rang          | Rang          | Rang |
| ------------------------------ | -------------- | ------------- | ------------- | ------------ | ------------- | ------------- | ------------- | ---- |
| Frauen                         |                |               |               |              |               |               |               |      |
| Josie Baff                     | Snowboardcross | 1:25,11 min   | 14            | 3            | ausgeschieden | ausgeschieden | ausgeschieden | 18   |
| Belle Brockhoff                | Snowboardcross | 1:24,72 min   | 18            | 2            | 2             | 2             | 4 (A)         | 4    |
| Männer                         |                |               |               |              |               |               |               |      |
| Cameron Bolton                 | Snowboardcross | 1:17,92 min   | 8             | 1            | 4             | ausgeschieden | ausgeschieden | 13   |
| Adam Dickson                   | Snowboardcross | 1:18,56 min   | 15            | 3            | ausgeschieden | ausgeschieden | ausgeschieden | 21   |
| Jarryd Hughes                  | Snowboardcross | 1:20,48 min   | 28            | 4            | ausgeschieden | ausgeschieden | ausgeschieden | 29   |
| Adam Lambert                   | Snowboardcross | 1:17,56 min   | 17            | 3            | ausgeschieden | ausgeschieden | ausgeschieden | 22   |
| Mixed                          |                |               |               |              |               |               |               |      |
| Cameron Bolton Belle Brockhoff | Snowboardcross | —             | —             | —            | DNF           | ausgeschieden | ausgeschieden | 9    |
| Adam Lambert Josie Baff        | Snowboardcross | —             | —             | —            | DNF           | ausgeschieden | ausgeschieden | 13   |